# Andrzej Hartman
Andrzej Hartman (ur. 6 września 1949 r., zm. 23 października 1983 r. na stokach Ganesh II w Nepalu) – polski taternik i himalaista, z wykształcenia fizyk, pracownik naukowy Uniwersytetu Śląskiego w Katowicach.

## Życiorys

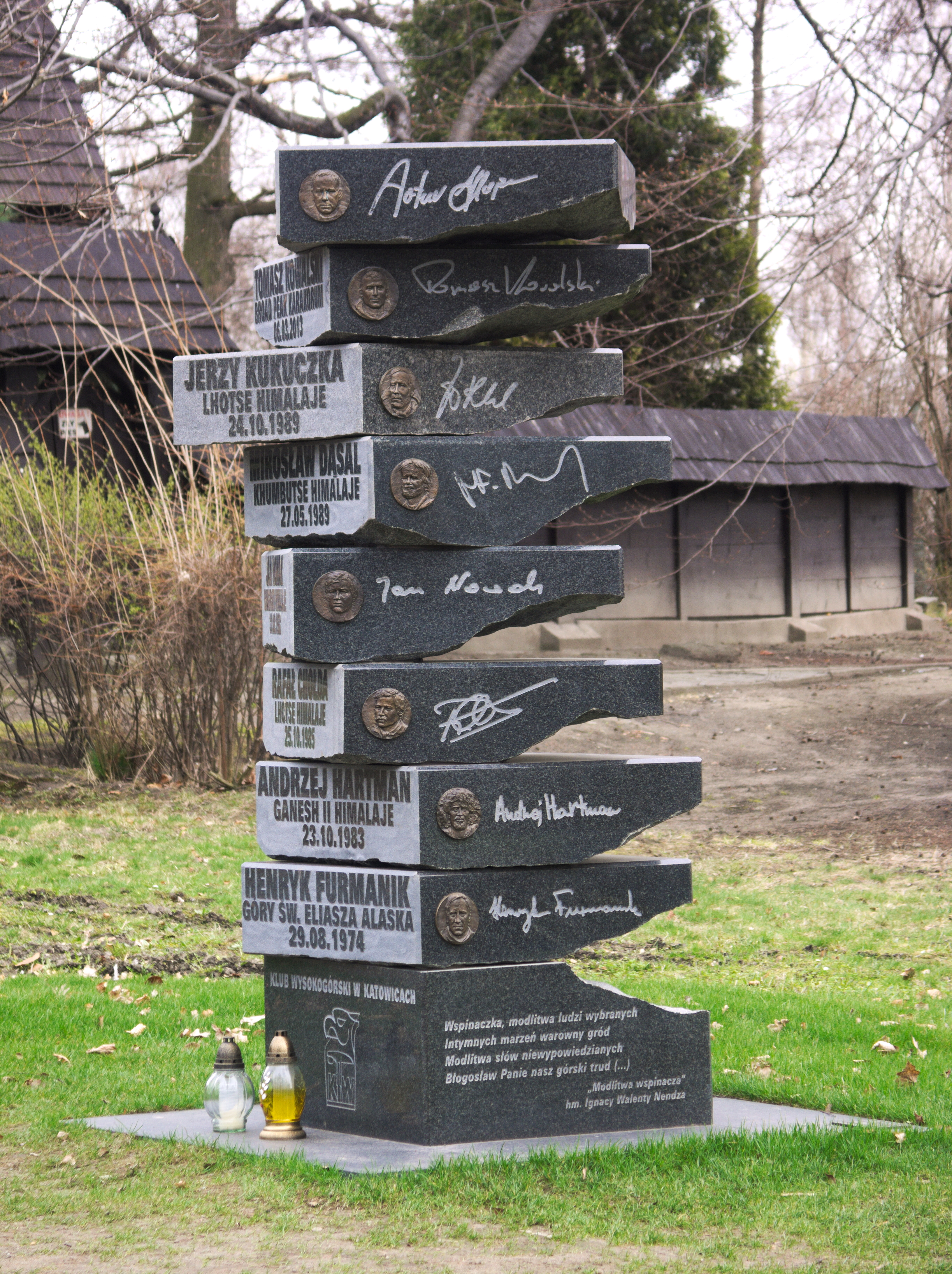
Pomnik Alpinistów w Katowicach

Był absolwentem i pracownikiem naukowym Wydziału Matematyki, Fizyki i Chemii Uniwersytetu Śląskiego w Katowicach. W chwili śmierci był w trakcie ukończenia pracy doktorskiej, poświęconej zagadnieniom fizyki jądrowej.

Wspinał się od 1970 roku. Był członkiem Akademickiego Klubu Alpinistycznego oraz Klubu Wysokogórskiego w Katowicach. W Tatrach przeszedł m.in. „drogę Heinricha i Chrobaka” na Kazalnicy Mięguszowieckiej (2195 m n.p.m.), zimą północno-wschodni filar Mięguszowieckiego Szczytu (2438 m n.p.m.) oraz „drogę Stanisławskiego” na Małym Kieżmarskim Szczycie (2514 m n.p.m.). Wspinał się również w Alpach Kamnickich (1972), Pamirze (Pik Lenina 7134 m n.p.m. w 1978) oraz Himalajach (Dunagiri 7066 m n.p.m. w 1981). Zginął podczas próby przeprowadzenia drogi na niezdobytej wówczas ścianie Ganesh II (7118 m n.p.m.) w nepalskich Himalajach, odpadając ze ściany w wyniku wyrwania kotwiczki.
W wyprawie towarzyszyli mu Krzysztof Wielicki i Ryszard Pawłowski.
Jego nazwisko zostało upamiętnione na Pomniku Alpinistów w Katowicach, odsłoniętym 28 października 2015 roku.